# Altagracia (Nicaragua)
Altagracia o Astagalpa (del náhuatl: Astakalpan ‘En la casa de las garzas’) es un municipio del departamento de Rivas en la República de Nicaragua, en la isla de Ometepe, adicionalmente es el nombre de un barrio en la capital de Managua.

## Toponimia
Su nombre original era Astakalpan, que significa "en la casa de las garzas" en náhuatl.

## Geografía
El municipio de Altagracia tiene una extensión de 211.2 km², está ubicada entre las coordenadas 11° 34′ 0″ de latitud norte y 85° 34′ 60″ de longitud oeste, a una altitud de 66 m s. n. m.

### Límites
El término municipal limita al norte, sur y este con el lago Cocibolca y al oeste con el municipio de Moyogalpa.
El límite jurisdiccional entre el municipio de Altagracia y Moyogalpa es una línea astronómica que sale de la punta de Chilaite al norte; pasando por la de Coatapa en el “Camino Real” y por la falda oeste del volcán Concepción, y concluye en el paso de San José del Sur.

## Historia
Muchos investigadores sugieren que los primeros pobladores del municipio probablemente provienen del norte de Suramérica, esta hipótesis se basa fundamentalmente en hallazgos arqueológicos de cerámicas rústicas encontradas en la Isla y que son similares a los encontrados en la región noroeste de Suramérica. De ser así los primeros pobladores del municipio pertenecían a la misma familia lingüística de los caribe, misquito, sumo, rama, ulua y matagalpa.
Alrededor del año 800 d. C. migran hacia Centroamérica, los chorotegas, un grupo mesoamericano proveniente de Soconusco, México. Los Chorotegas se establecen en toda la región del Pacífico de Nicaragua, desplazando a los pueblos de ascendencia Caribe hacia las regiones más orientales del país. La presencia chorotega en el municipio queda en evidencia por los hallazgos arqueológicos de cerámica chorotega encontrados en las comunidades de la isla.
El segundo grupo mesoamericano en arribar a Nicaragua fueron los Nicaraos, alrededor del año 1200 d. C, los Nicaraos se establecen en el Istmo de Rivas y desplazan a los chorotegas hacia la Península de Nicoya.
Los Nicaraos fundan su reino en el Istmo de Rivas y extienden sus límites desde el río Ochomogo hasta el río Sapoá, ocupando la Isla de Ometepe. Los Nicaraos establecen su capital en Quauhcapolca (nombrada erróneamente Nicarocallí) cerca de lo que hoy es San Jorge, Rivas. Los Nicaraos someten a los indios de Ometepe y prosiguen en la fundación de nuevos pueblos o bien bautizando de manera distinta los ya existentes.
En 1522, el capitán Gil González llega al Reino de Nicaragua y se encuentra con el Cacique Nicarao, toma posesión del lago Cocibolca en nombre del Rey de España y lo bautiza la “Mar dulce”, descubre el impresionante paisaje de fondo en la cual se alza la Isla de Ometepe. En el informe que envió Gil González al emperador Carlos V dice textualmente: "Junto a las casas de la otra parte esta otra Mar Dulce, y digo mar porque crece y mengua. Yo entré a caballo en ella y la probé y tomé posesión, y cuando nuestros ojos pudieron ver todo es agua, salvo una isla que está a dos leguas de la costa que dicen está habitada”.
En 1524, Francisco Hernández de Córdoba emprende la exploración de la mar dulce y de las Isla que se encuentran en ella, delega la exploración de la mar dulce a sus capitanes Gabriel Rojas, Martin de Estete, Diego Machuca y Alonso Calero, no se sabe nada sobre la conquista de los pueblos de Ometepe, pero podrían haber sido algunos de estos capitanes los que exploraron las Islas del Gran lago.
La isla de Ometepe fue dada en encomienda por el Emperador Carlos V a Juan de Perea, el 13 de abril de 1537, siendo Gobernador de Nicaragua Rodrigo Contreras, luego a Luis de la Rocha. En 1548 la Audiencia de los Confines hizo la repartición de los indios de Nicaragua: Ometepe, era llamada Isla de Nicaragua, por estar en las cercanías del valle de Nicaragua como se conocía entonces a la fértil y hermosa vega cercana a la actual ciudad de Rivas, dependía de esta última población.
La zona que actualmente ocupa la ciudad albergaba dos tribus enfrentadas: los astagalpa y los cosonigalpa. Los cosonigalpa huyeron finalmente a lo que actualmente es la bahía de Sincapa. Con la llegada de los españoles en 1613 se funda la población de Altagracia. La conquistadores españoles ubicaron a los indios en reducciones, en Ometepe los indígenas que vivían en la zona norte de la isla fueron agrupados en la reducción de Moyogalpa, mientras que las comunidades de la zona sur fueron trasladadas a las reducciones de Astagalpa y Cocinigalpa. Astagalpa pasó a ser el pueblo más importante de la zona oriental de la Isla y Moyogalpa el de la zona occidental.
En 1752, el Obispo Fray Agustín M. de Santa Cruz realiza una visita pastoral en San Francisco del Pueblo Grande (Altagracia), describe a dos pueblos separadas por una calle, Astagalpa y Cosonigalpa, cada uno poseía su propia iglesia, una estaba consagrada a la Inmaculada Concepción y la otra dedicada a San Antonio de Padua, estos pueblo vivían enfrentados pero los pobladores de Astagalpa predominaron sobre los segundos. En las faldas del volcán Maderas, existio un pueblo que recibió el nombre de San Francisco de la Madera compuesto de indios caribes y solentinames, el cual duro poco tiempo.
En la época de los asaltos piratas la Isla fue blanco de invasiones que obligó a varios de los pobladores de Tagüisapa y San Miguel a migrar hacia lo que hoy es Altagracia.
Desde 1764 había un convento de Padres Franciscanos en Altagracia; sus ruinas podían verse en los alrededores de la Iglesia Parroquial actual. El último Guardián fue al parecer Fray R. Cornelio de la Peña, allá entre los años 1832 y 1835.
El volcán Ometepe fue bautizado en 1772 por Fray José de la Encarnación Fernández, Guardián de la Santa Casa de N. P. San Francisco de Pueblo Grande (así llamaban los españoles a los poblados de Astagalpa y Cosonigalpa) y desde entonces se le conoce como Volcán Concepción.
El 15 de septiembre de 1821, Nicaragua obtiene la independencia de España, años anteriores ya habían ocurrido levantamientos en contra de las autoridades españolas, incluso en la ciudad de Rivas, en la isla de Ometepe poco se sabía de la situación del país por lo que su participación en este período fue muy poca, si se experimentó cambios de organización en Altagracia luego de la independencia pero para los pueblos indígenas su situación no cambió, aun para estas fechas había hablantes del náhuatl, lengua que con el pasar de los años se extinguió.
Las comunidades indígenas mantuvieron su propia organización, que constaba de una junta directiva encabezada por el “alcalde de vara” y nombrada por el Consejo de Ancianos, como era la tradición de sus ancestros.
En la ley electoral de 1838 se establecieron dos cantones en la isla: Moyogalpa y Altagracia (llamada entonces Ometepe) donde los ciudadanos hombres mayores de veinte años con propiedad o profesión podían elegir a once “electores primarios” en la isla. Estas personas se reunían con los noventa electores del Departamento Meridional para escoger a los delegados a la Cámara de Representantes y al Senado nacional, así como su candidato para el cargo de “Supremo Director del Estado”. En 1853 se crearon los municipios de Altagracia y Moyogalpa.
Ometepe fue también escenario de la lucha en contra del invasor William Walker quien uso a la Isla de Ometepe como refugio, el 16 de julio de 1856 los filibusteros se enfrentan con los pobladores embravecidos de Pueblo Grande (Altagracia), en represalia a este ataque William Walker promulga la expropiación de las tierras a todo aquel que se le rebele.
En 1870 los gobiernos municipales de Altagracia y Moyogalpa decretaron para todos los hombres de 16 a 50 años el trabajo obligatorio para la construcción del camino entre Altagracia y Moyogalpa.
En 1885 nace la comunidad indígena de Urbaite-Las Pilas, para hacerle frente a las expropiaciones de los territorios indígenas que promovía el gobierno de aquel entonces, un grupo de líderes compran a la alcaldía de Altagracia todo su territorio.
En 1887 el médico y explorador Carl Bovallius recorre la Isla de Ometepe, visita la Isla del Ciste (llamado erradamente El Quiste) y varios pueblos del municipio de Moyogalpa y Altagracia, describe la situación de los municipios y se enamora de la laguna charco verde y del pequeño cerro vecino al que bautiza Ciclón (mesón).
Moyogalpa era en ese momento su propio pueblo, pero finalmente se fusionaron en un solo pueblo para toda la isla. En 1853, sin embargo, Moyogalpa estalló y volvió a ser un municipio independiente, y sus límites fueron establecidos en el acuerdo ejecutivo del 16 de julio de 1862.

## Demografía
Altagracia tiene una población actual de 23,338 habitantes. De la población total, el 50.6% son hombres y el 49.4% son mujeres. Casi el 37.2% de la población vive en la zona urbana.

## Patrimonio
El municipio cuenta con una iglesia construida en 1924 junto a la cual se ha instalado un parque de esculturas que alberga una importante colección de arte precolombino esculpido en roca basáltica. Se trata de piezas de gran tamaño que representan figuras humanas y sus alter ego, principalmente el águila y el jaguar. Se estima que datan del siglo IX de nuestra era.
En la ciudad también se encuentra el Museo de Ometepe con una interesante colección arqueológica y etnográfica.

## Tradiciones
El patrón de la ciudad es San Diego de Alcalá cuya fiesta se celebra del 28 de octubre al 18 de noviembre. Durante la festividad tiene lugar el baile del Zompopo (las hormigas cortadoras de hojas) el 17 de noviembre. Esta tradición se mezcló con la celebración del dios de la cosecha, Xólotl, existente antes de la llegada de los españoles. Cuando los franciscanos llegaron a la isla en 1613, trajeron consigo una imagen de San Diego de Alcalá. Con el tiempo los habitantes siguieron la tradición del baile, pero en honor del santo en lugar de en el del dios precolombino.

## Galería

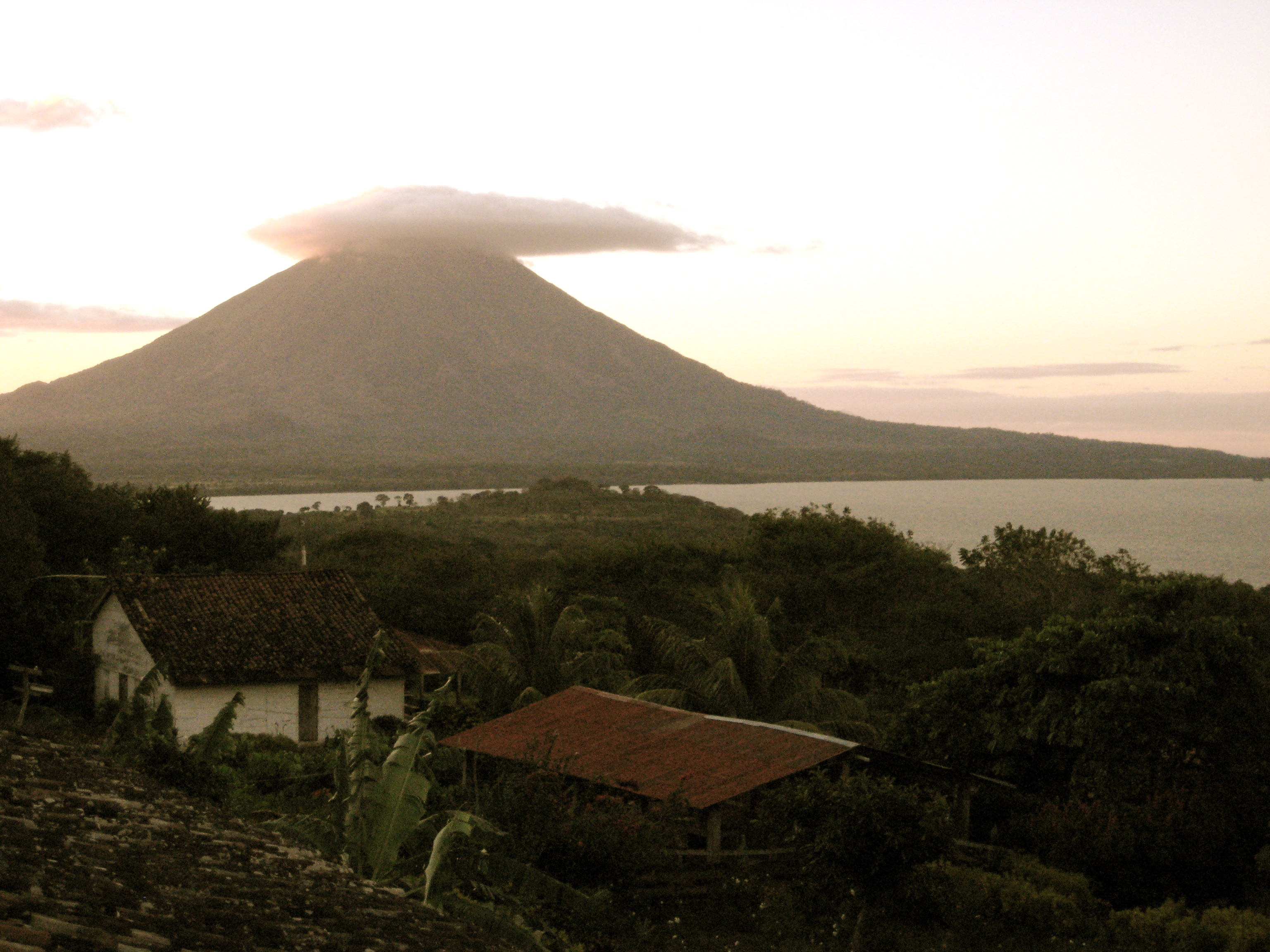
Vista desde Finca Magdalena en Altagracia. El volcán Concepción al fondo.
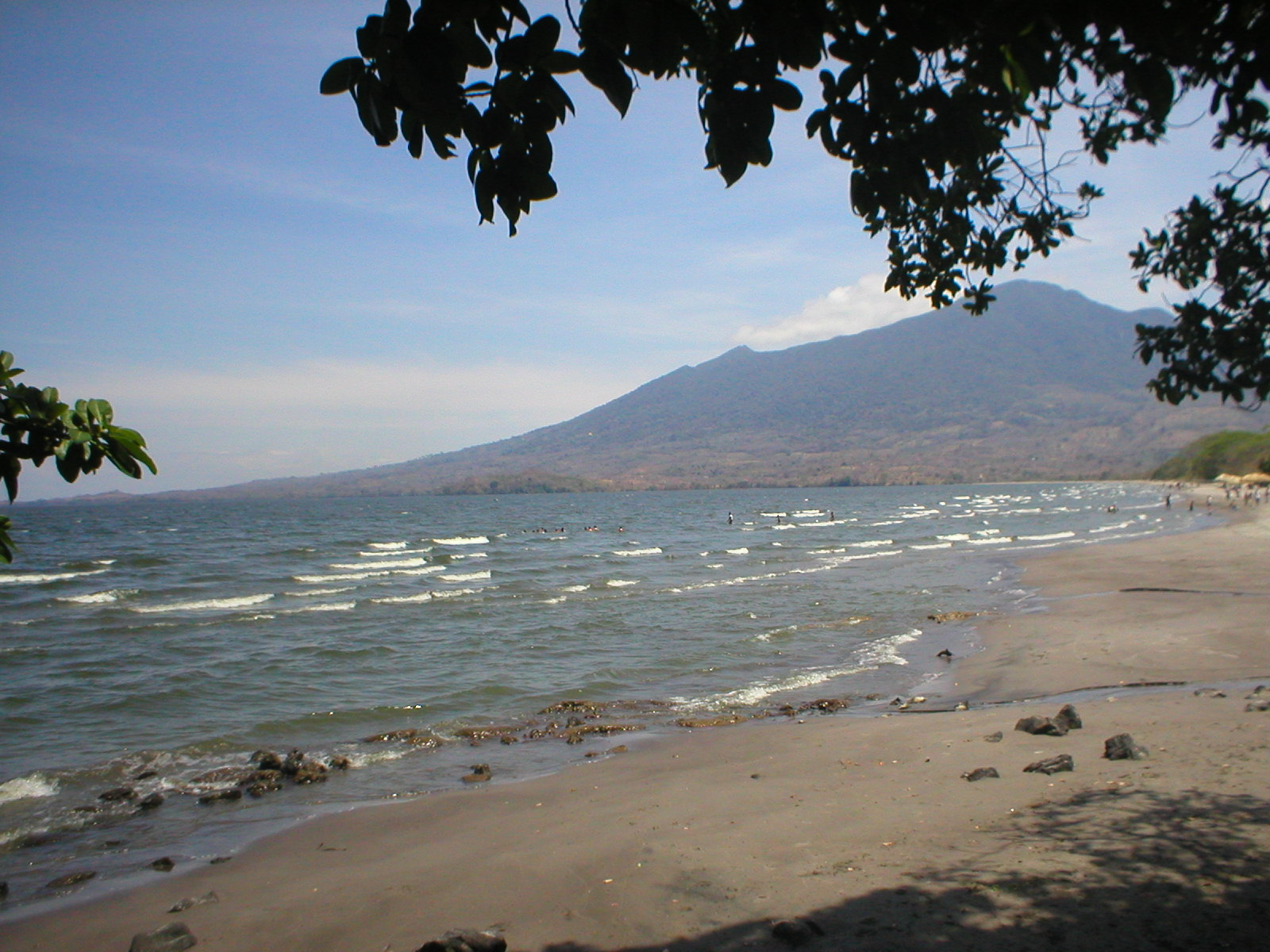
Playa Santo Domingo. El volcán Maderas al fondo.
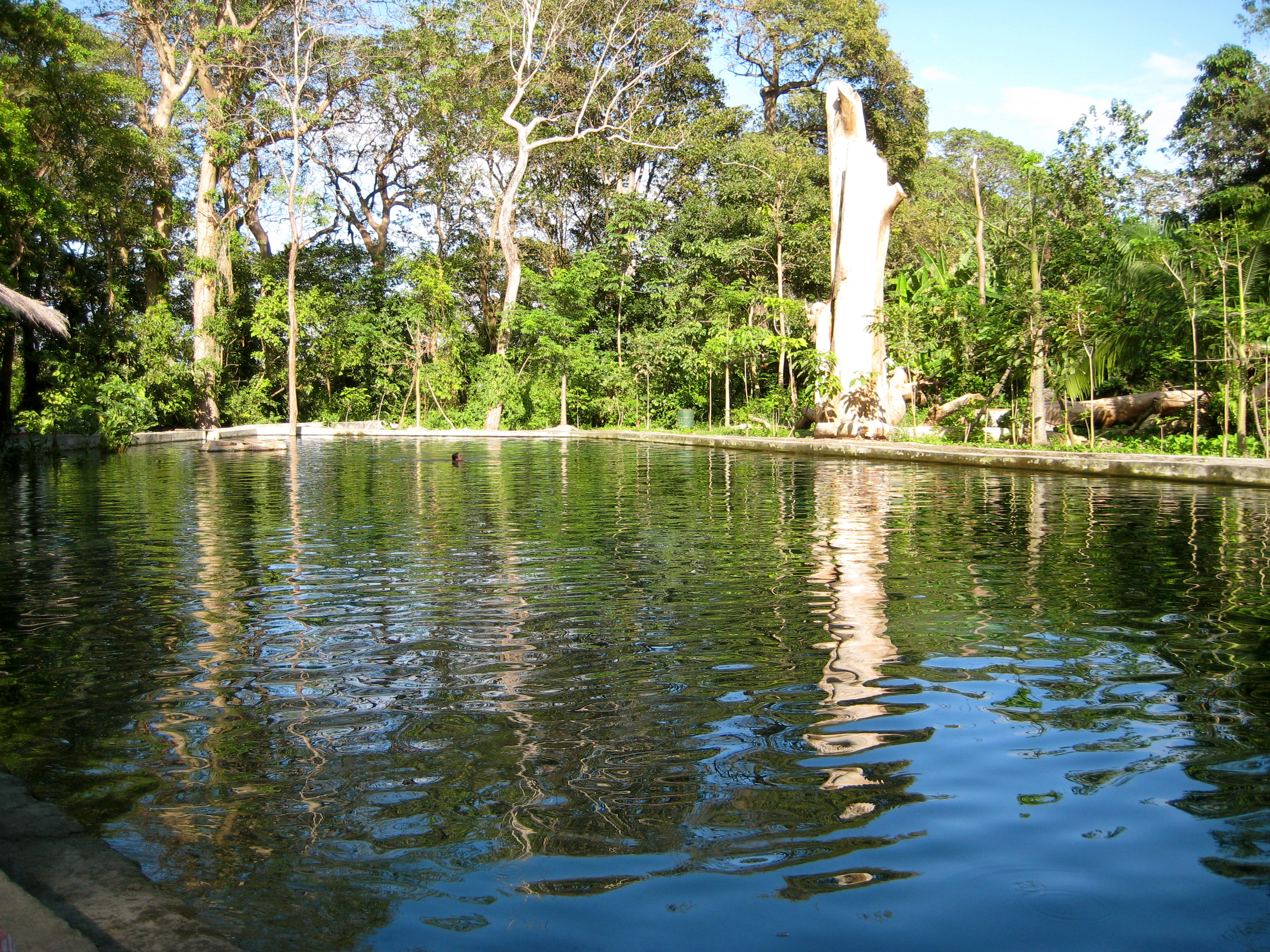
Ojo de Agua, Altagracia, en la Isla de Ometepe.